# Sławomir Nitras
Sławomir Witold Nitras (Połczyn Zdrój; 26 de Abril de 1973 — ) é um político da Polónia. Ele foi eleito para a Sejm em 25 de Setembro de 2005 com 14238 votos em 41 no distrito de Szczecin, candidato pelas listas do partido Platforma Obywatelska.